# 中西裕美子
中西 裕美子（なかにし ゆみこ、1970年12月23日 - ）は、日本の女性声優。千葉県出身。シグマ・セブン、劇団あかぺら倶楽部所属。旧名は中西 由美子。

## 略歴
勝田声優学院第6期卒業生。

## 人物
趣味はママさんバレーボール、スマホゲーム、ライトな歴女（戦国・幕末）、食べる事と作る事。特技は着物の着付け、おしゃべり、子供の相手。
資格は普通自動車免許、着物コンサルタント7級。
2人姉弟の長女。

## 出演

### テレビアニメ
1994年
- 覇王大系リューナイト（1994年 - 1995年、少女、女の子）

1996年
- 逮捕しちゃうぞ（婦警）
- 爆走兄弟レッツ&ゴー!!（少年）

1998年
- アキハバラ電脳組（女生徒B）
- 快傑蒸気探偵団 TV ANIMATION SERIES（キャスター、通信）
- 魔術士オーフェン（キリランシェロ〈10歳〉）

1999年
- エクセル・サーガ（百道、悪ガキ、のべ太、プチュウ、パット）
- ∀ガンダム（ポゥ・エイジ、運河少女、女、少女）
- Bビーダマン爆外伝V（こどもボンA）

2000年
- 闇の末裔（倶生神・兄、都築〈少年時代〉、看護婦A、生徒 他）

2001年
- 仰天人間バトシーラー（キョロキョロンシーB、セガーレ）
- Z.O.E Dolores, i（レベッカ・ハンター）
- 電脳冒険記ウェブダイバー（マモルの母）

2002年
- OVERMANキングゲイナー（ミイヤ・ラウジン）
- GetBackers-奪還屋-（螺堂レン）

2003年
- E'S OTHERWISE（シェリー、女の子の母親）

2004年
- ケロロ軍曹（香苗の母親）

2005年
- フタコイ オルタナティブ（杉作のおばちゃん）

2006年
- ガラスの艦隊（クロエ）

2014年
- ばらかもん（ケン太のお母さん）

2016年
- 紅殻のパンドラ（ビーチ・ロード）

### 劇場アニメ
- 少女革命ウテナ アドゥレセンス黙示録（1999年、オペレーター）
- 機動戦士ガンダムII 哀・戦士篇 特別版（2000年、ジル）
- 劇場版∀ガンダム（2002年、ポゥ・エイジ）
- あした元気にな〜れ! 半分のさつまいも（2005年、農家の主婦）

### OVA
- 横浜ばっくれ隊3（1993年、五郎）
- 宇宙の騎士テッカマンブレード（1994年、幼いシンヤ） - 特典映像
- 湘南純愛組!2（1994年、女子生徒）
- 覇王大系リューナイト アデュー・レジェンド（1995年、少年、婆さん）
- ヴィジョナリイ（1995年、女の子）
- アーシアンIII（1996年、公衆電話の女）
- てなもんやボイジャーズ（1999年、スチュワーデス）
- エクセル・サーガ（2000年、百道） - 未放映版
- ぷにぷに☆ぽえみぃ（2001年、魔法女王）
- 蜜×蜜ドロップス（2006年、柚留の母）

### ゲーム
2000年代
- SDガンダム GGENERATION（2000年 - 2025年、ポゥ・エイジ） - 9作品
- スキャンダル（2000年、受付嬢）
- スーパーロボット大戦α外伝（2001年、ポゥ・エイジ）
- スーパーロボット大戦Z（2008年、ポゥ・エイジ）
- 機動戦士ガンダム ガンダムVS.ガンダムNEXT PLUS（2009年、ポゥ・エイジ）

2010年代
- 機動戦士ガンダム エクストリームバーサス（2014年 - 2016年、ポゥ・エイジ） - 3作品
- ガンダムバーサス（2017年、ポゥ・エイジ）

2020年代
- 機動戦士ガンダム アーセナルベース（2024年、ポゥ・エイジ）

### ドラマCD
- 機動戦艦ナデシコ（リサコ・タカチホ）
- 東京クレイジーパラダイス〜司と竜二のラジオナイト〜（通行人女）
- 覇王大系リューナイト CDシネマ1「カイオリスへの旅立ち」第1章（リナ）
- 覇王大系リューナイト CDシネマ2「カイオリスへの旅立ち」第2章（酔っ払い女B）
- xxxHOLiC オリジナルドラマCD「シミヌキ」（小百合の母親） - コミックス13巻初回限定版特典
- 欲望と恋のめぐり（女生徒、上級生）

### 吹き替え
- キム・ポッシブル
- Needing You（英語版）
- My Wife Is a Gangster（英語版）

### シリーズ一覧
1. ↑  『F』（2000年）、『F.I.F』（2001年）、『PORTABLE』（2006年）、『WARS』（2009年）、『WORLD』『3D』（2011年）、『OVER WORLD』（2012年）、『CROSSRAYS』（2019年）、『ETERNAL』（2025年）
2. ↑  『フルブースト PS3版』（2014年）、『マキシブースト』（2014年）、『マキシブースト ON』（2016年）